# عمار بوحوش
في يوم 17 ديسمبر 1938 ولد الأستاذ الدكتور عمار بوحوش، بـبلدية العنصر، دائرة الميلية، ولاية جيجل، في الجمهورية الجزائرية.
في عز شبابه، التحق بـجبهة التحرير الوطني الجزائرية ثم انخرط في جيش التحرير الوطني الجزائري. وهو معروف بمشاركته الفعالة في الثورة الجزائرية وذلك من خلال الانتماء إلى الاتحاد العام للطلبة المسلمين الجزائريين (U.G.E.M.A.) الذي كانت له فروع في تونس والكويت والولايات المتحدة الأمريكية. لقد كان عضوًا باللجنة التنفيذية لفرع الكويت ثم أمين المال في فرع الولايات المتحدة الأمريكية.
عندما تحصل على الدكتوراة (Ph.D) في العلوم السياسية من جامعة ميزوري في عام 1970، عمل بشركة النفط الجزائرية سوناطراك و رئاسة الجمهورية في عهد الرئيس هواري بومدين (1970-1975). وفي عام 1975, قرر التفرغ للتدريس بجامعة الجزائر في معهد العلوم السياسية. ثم انتقل في عام 1980 إلى المنظمة العربية للعلوم الإدارية، مقرها في عمّان، بالمملكة الأردنية، حيث تم تعيينه كبير الخبراء في المنظمة.
تحصل عمار على جوائز علمية داخل الجزائر وخارجها.
أشاد الأستاذ الدكتور بطرس بطرس غالي، الأمين العام السابق للأمم المتحدة، بالإنتاج العلمي للأستاذ عمار بوحوش، حيث وصف كتابه: تطور النظريات والأنظمة السياسية، بأنه من أحسن الكتب التي قرأها في علم السياسة.

## مرحلة الطفولة
هو الطفل الأول للسيد حسين بوحوش وقدور يمينة. زاول تعلمه الابتدائي بمسقط رأسه (بن عيشة أو أزيار) ثم انتقل إلى مدرسة محمد خطاب بمدينة الميلية أين تتلمذ على يد العالم الجليل محمد الصالح بن عتيق.
انتقل إلى معهد عبد الحميد بن باديس في قسنطينة سنة 1953 وذلك بتشجيع من الشيخ أحمد حماني وعمه أحمد دودو الذي استضافه ببيته لغاية 1956 وهي السنة التي تم فيها غلق المعهد والتحاق معظم أساتذته وطلبته بركب ثورة التحرير الجزائرية.
عند غلق المعهد في عام 1956، التحق بجيش التحرير الوطني الجزائري في تونس.
إلّا أن جبهة التحرير الوطني الجزائرية قررت في سنة 1957 أن يعود التلاميذ الذين تقل أعمارهم عن 20 سنة إلى مزاولة دراستهم وإعدادهم ليكونوا إطارات الجزائر المستقلة ويتجندوا لخدمة الثورة. وفي هذا الإطار تم إرسال التلميذ عمار بوحوش من طرف الجبهة لمواصلة تعلمه بثانوية الشويخ في الكويت، ثم مواصلة دراسته الجامعية في الولايات المتحدة الأمريكية.
من أبرز الأعمال في حياته، مشاركته في حرب تحرير الجزائر أين تميز دوره في تأسيس فرع الاتحاد العام للطلبة المسلمين الجزائريين بالكويت سنة 1959، ثم انتخابه في فرع الولايات المتحدة الأمريكية سنة 1960، وانتخابه كذلك في اللجنة المديرة للاتحاد العام للطلبة المسلمين الجزائريين سنة 1964.

## المسار التعليمي
زاول عمار بوحوش تعلمه الثانوي بالشويخ في الكويت وعند تخرجه سنة 1960 أرسلته جبهة التحرير الوطني الجزائرية إلى الولايات المتحدة الأمريكية أين تحصل على شهادة الليسانس في العلوم السياسية سنة 1965 والماجستير سنة 1967 من جامعة شمال إلينوي (جامعة شمال إلينوي).
التحق بعد ذلك بجامعة ميزوري في مدينة كولومبيا (The University of Missouri at Columbia) حيث نال منها على شهادة الدكتوراه (Ph.D) في عام 1970.

## التدريس في الجامعات
بدأ عمار بوحوش التدريس في جامعة الجزائر منذ 1970، كما التحق بالتدريس في الجامعة الأردنية بعمان سنة 1983 وعمل أستاذا زائرا في جامعة دمشق سنة 1982. وفي عام 1987 التحق بجامعة الكويت، ثم جامعة آل البيت بالمفرق، الأردنية أين اشتغل كرئيس قسم للعلوم الإدارية. وفي عام 2001 انضم إلى هيئة التدريس بجامعة نايف العربية للعلوم الأمنية بالرياض، المملكة العربية السعودية، واستمــر هنــاك حتى عـــــام 2006، مع العلم أنه الـــتحق بجــامعة ويسكـــــونســون بالولايات المتحدة الأمريكية كأستاذ زائر في السنة الدراسية 1991-1992.
الأستاذ عمّار بوحوش أول جزائري يحصل على شهادة الدكتوراه في العلوم السياسية. كما أنه أول أستاذ يرقى إلى كرسي الأستاذية في العلوم السياسية، فضلا عن أنه الجزائري الوحيد الحائز على مرتبة الأستاذ الفخري في مجال تخصصه.

## الوظائف الإدارية
تم انتدابه إلى رئاسة الجمهورية في عهد الرئيس هواري بومدين (1970-1975). وفي عام 1975 قرر التفرغ للتدريس بجامعة الجزائر في معهد العلوم السياسية. ثم تدرج في الوظائف والمناصب التالية:
كبير الخبراء بالمنظمة العربية للعلوم الإدارية في عمّان، الأردن، 1980-1982.
رئيس المجلس العلمي لمعهد العلوم السياسية بجامعة الجزائر، 1986-1992.
رئيس قسم العلوم الإدارية بجامعة آل البيت، المفرق، الأردن، جانفي 1996 – سبتمبر 1998.
مؤسس ورئيس مخبر البحوث والدراسات السياسية بجامعة الجزائر، 2000-2006.
رئيس اللجنة البيداغوجية لبرامج وزارة التعليم العالي في العلوم السياسية، 2000-2004.

## جوائز ومكافآت على الإنجازات العلمية
1. “جائزة رئيس الدولة الجزائرية الشاذلي بن جديد” في عام 1987.
2. جائزة يوم العلم بجامعة الجزائر، يوم 16 أفريل 2000.
3. جائزة أحسن أستاذ في معهد العلوم السياسية بجامعة الجزائر في سنة 1992.
4. منحة دراسية لمزاولة الأبحاث والتدريس Fulbright Fellowship وقضاها في جامعة ويسكونسون الأمريكية The University Of Wisconsin.
5. بمناسبة الذكرى الستين لاندلاع ثورة التحرير الجزائرية، كرمته جامعة الجزائر عام 2004، على جهوده العلمية المتميزة ومشاركته في الثورة التحريرية.

## مساهمته في إثراء حقل العلوم السياسية
مساهمة الأستاذ عمار بوحوش في علم السياسة ثمينة. فإليه يرجع الفضل في إنشاء تخصص جديد في علم السياسة سنة 1971 وذلك عندما قرر وزير التعليم العالي آنذاك إدخال إصلاحات بيداغوجية في مجال قطاعه. فقد تم إقناع الوزير محمد الصديق بن يحيى بإنشاء تخصص جديد في معهد الدراسات السياسية يحمل اسم: التنظيم السياسي والإداري (Les Sciences d’organisation). ولعل المساهمة الكبيرة في إثراء علم السياسة هي تأليف كتاب جامعي للطلبة بعنوان: تطور النظريات والأنظمة السياسية، وهو عبارة عن مقارنة بين الأنظمة الثورية في الاتحاد السوفياتي (سابقا) والصين الشعبية والثورة الكوبية والثورة الجزائرية. فقد وصف العالم الكبير بطرس بطرس غالي الكتاب بأنه من أحسن الكتب التي قرأها في علم السياسة.
ثم إن مساهمة الأستاذ بوحوش في علم السياسة تبرز بوضوح في إنشاء تخصص جديد سنة 2006 يحمل اسم : إدارة الموارد البشرية. وفي هذا الصدد ألّف الأستاذ بوحوش عدة كتب في علم الإدارة العامة، من أبرزها : الاتجاهات الحديثة في علم الإدارة (سنة 1981) وكتاب : نظريات الإدارة الحديثة في القرن الواحد والعشرين (سنة 2006) وأيضا دور البيروقراطية في المجتمعات الحديثة (سنة 1983). وبدون شك، فإن الأستاذ بوحوش قد سدّ فراغًا كبيرًا في المكتبة الجزائرية من خلال كتابه المشهور: التاريخ السياسي للجزائر منذ البداية ولغاية 1962، ثم اكتملت حلقات تاريخ المؤسسات الجزائرية بكتابه الجديد: التاريخ السياسي للجزائر منذ 1962 إلى يومنا هذا (2014).
إن الإبداع في الحقيقة ليس في التخصص فقط، وإنما يمتد إلى علوم اجتماعية أخرى. فالشيء الملاحظ أن أساتذة الاقتصاد والعلوم الاجتماعية يعتمدون على كتاب: مناهج البحث: أسس وأساليب، حيث يعتبر مرجعا أساسيا للطلبة والأساتذة المتخصصين في الجامعات الجزائرية وفي الأردن. ويحظى هذا الكتاب، الذي اشترك في تأليفه، مع الأستاذ عمار بوحوش، الدكتور محمد محمود الذنيبات، بتقدير كبير في أوساط الطلاب والباحثين.

## الكتب المنشورة أو المؤلفات العلمية للأستاذ
1. العمال الجزائريون في فرنسا دراسة تحليلية. الجزائر: الشركة الوطنية للنشر والتوزيع، 1974.
2. تطور النظريات والأنظمة السياسية. الجزائر: الشركة الوطنية لنشر والتوزيع، 1978.
3. الاتجاهات الحديثة في علم الإدارة. الجزائر: الشركة الوطنية للنشر والتوزيع، 1981.
4. أبحاث ودراسات في السياسة والإدارة. بيروت: دار الغرب الإسلامي، 2007.[1]
5. نظريات الإدارة الحديثة في القرن الواحد والعشرين.بيروت: دار الغرب الإسلامي، 2006.
6. التاريخ السياسي للجزائر من البداية ولغاية 1962. بيروت: دار الغرب الإسلامي، 1997.[2][3]
7. التاريخ السياسي للجزائر منذ 1962 إلى يومنا هذا. الجزائر : دار البصائر، 2015.[4]
8. دليل الباحث في المنهجية وكتابة الرسائل الجامعية. الجزائر : المؤسسة الوطنية للكتاب، 1990.
9. الاتجاه الحديث في الاستشارات. عمّان: المنظمة العربية للعلوم الإدارية، 1983.
10. نظريات الإدارة العامة. عمّان: المنظمة العربية للعلوم السياسية، 1982.
11. دور البيروقراطية في المجتمعات المعاصرة. عمّان: المنظمة العربية للعلوم السياسية، 1983.

منشورات أخرى في كتب بالتعاون مع مؤلفين آخرين:

1. عمار بوحوش، محمد محمود الذنيبات، مناهج البحث العلمي وطرق إعداد البحوث. الجزائر: ديوان المطبوعات الجامعية، 2000.
2. عمار بوحوش، جوهر الاصلاحات السياسية في الجزائر، في كتاب: عز الدين العياشي، الأزمات الاقتصادية والتغير السياسي في شمال إفريقيا. نيويورك: Praeger. عام 1998.
3. عمار بوحوش، عودة اللاجئين الجزائريين إلى بلدهم بعد الاستقلال في كتاب : عندما يعود اللاجئون إلى ديارهم. لندن : جيمس كيري، 1994.
4. عمار بوحوش، بلقاسم بلعباس، الجزائر: الديمقراطية والتنمية في ظل الصفقة الاستبدادية في كتاب : إبراهيم البدوي، سمير المقدسي. تفسير العجز الديمقراطي في الوطن العربي، (ترجمة حسن عبد الله بدر). بيروت : مركز دراسات الوحدة العربية، 2011.
5. بالإضافة إلى هذه الكتب، نُشرت للدكتور عمّار بوحوش أكثر من 100 دراسة في مجلات علمية.